# Juan Comas Camps
Juan Comas Camps ( Alayor, Menorca, 1900 - Ciudad de México, 1979 ) fue un antropólogo y escritor español. Refugiado en México como resultado de la guerra civil española en 1939, desarrolló una intensa tarea en torno a la realidad de los pueblos indígenas de este país americano. Fue uno de los pioneros en México de los derechos humanos. Desarrolló también una meritoria labor docente en la Escuela Nacional de Antropología e Historia y en la Universidad Nacional Autónoma de México, muy en especial en el Instituto de Investigaciones Antropológicas del que fue uno de los fundadores. 

## Datos biográficos
Nacido menorquín viajó a Madrid para realizar sus estudios en la Escuela de Estudios Superiores de Magisterio y en la Facultad de Ciencias Biológicas, donde realizó estudios de antropología. Se vinculó con la vanguardia liberal estudiantil en donde fue compañero de Federico García Lorca, Luis Buñuel y otros jóvenes estudiantes de la época. Fue miembro del Partido Socialista Obrero Español antes de partir a Suiza con una beca para continuar sus estudios de pedagogía y antropología. En ese país se vinculó con pedagogos como Jean Piaget y con antropólogos de la talla de Eugéne Pittard, pilar de la antropología física moderna, del que fue alumno.
Regresó a España, donde antes de que estallara la Guerra Civil se desempeñó en la administración pública dentro del gobierno republicano así como en el campo de la investigación antropológica. En 1939 debió partir para Ginebra y poco después se embarcó para México de donde nunca regresaría. Durante cuarenta años desarrolló en ese país tarea académica, entre la investigación y la docencia, con especial dedicación al estudio de los grupos indígenas prehispánicos así como en las etnias actuales.

## Obra escrita
A partir de sus investigaciones escribió numerosos artículos en revistas especializadas. Entre sus libros destacan:
- Las razas humanas (1946)
- Paleoantropología y evolución (1959)
- La antropología física en México (1959)
- Manual de antropología física (1966)
- Unidad y variedad de la especie humana (1967)
- Introducción a la prehistoria general (1971)
- Razas y racismo (1972)